# Biološka meta lijeka
Biološka meta lijeka je biopolimerna struktura koja interakcijom s aktivnom molekulom rezultira liječenjem ili dijagnozom specifične bolesti.
Lijekovi svoj učinak ostvaruju na različite načine npr. djelovanjem na prijenos signala u stanici, interakcijom s receptorima ili utjecajem na biokemijsku ravnotežu.

## Mehanizam djelovanja
Mehanizam djelovanja ovisi o načinu vezivanja odgovarajuće aktivne tvari sa strukturom biološke mete.

Zavisno o prirodi interakcije veza može biti:
- Nekovalentna- poput vezivanje Van der Walsovim vezama, hidrofobnim interakcijama, dipol-dipol interakcijama
- Kovalentna reverzibilna- dolazi do revezibilnog vezivanja aktivne tvari s metom
- Kovalentna ireverzibilna-u ovom slučaju dolazi do trajnog formiranja kovalentne veze između aktivne tvari i mete
- Ionska veza-dolazi do elektrostatičke interakcije između mete i aktivne tvari

Međusobna interakcija aktivne tvari i strukture mete može rezultirati aktivacijom, inhibicijom ili supresijom biološkog odgovora.
Prema mehanizmu djelovanja aktivne tvari mogu biti:
- Agonisti: aktivne tvari koje su slične prirodnom suspstratu, te mogu kompetirati/nekompetirati za aktivno mjesto mete pri čemu uzrokuju biološki odgovor. Razlikujemo potpune i djelomične agoniste.
- Antagonisti: aktivne tvari koje se vežu za metu međutim ne uzrokuju biološki odgovor

Također aktivne tvari mogu djelovati na metu:
- Kompetitivno : kompetirajući s prirodnim supstratom. Utjecaj je ovisan o koncentraciji aktivne tvari i prirodnog supstrata
- Nekonpetitivno: pri čemu aktivna tvar ne kompetira s prirodnim supstratom za aktivno mjesto. Aktivna tvar se obično veže za alosteričko mjesto pri čemu dolazi do promjene konformacije aktivnog središta. Promjena konformacije onemogućuje vezivanje prirodnog supstrata za aktivno središte.

## Vrste meta

### Mete proteinske građe
Proteini su poveznica između gena i bolesti, te su ključ za razumijevanje bioloških procesa bolesti. Također grade stanicu, omogućavaju stanicama da komuniciraju, te sudjeluju u kontroli građe i smrti stanice.
- Enzimi; najčešće su kinaze, proteaze, esteraze, fosfataze
- Receptorski G proteini; složene su građe i mogu biti aktivirani različitim ligandima. Eksprimirani su u gotovo svim tkivima. Sudjeluju u prijenosu signala i regulaciji različitih fizioloških procesa poput neurotransmisije, kemotaksije, upale, stanične proliferacije itd. Ovi proteini tvore oko 40 % meta.
- Ionski kanali modulirani potencijalom; građeni su od više proteinskih podjedinica te omogućavaju protok kationa ili aniona ovisno o naboju kanala. Otvaraju se i zatvaraju ovisno o elektrokemijskom gradijentu. Imaju važnu ulogu u prijenosu signala, kontrakciji mišića, staničnoj sekreciji, aktivaciji enzima, genskoj transkripciji itd. Aktivne tvari na ovu vrstu kanala mogu djelovati kao aktivatori ili inhibitori.
- Membranski transporteri mogu biti uniport pri čemu transportiraju samo jedan suprat. Sinport pri čemu transportiraju dva supstrata ili iona zajedno u ili izvan stanice. Antiport pri čemu supstrate ili ione transportiraju u suprotnim smjerovima. Sadrže aktivno mjesto za vezivanje specifičnog supstrata koje se može koristi kao meta za inhibiciju transporta ili modulaciju aktivnosti vezivanjem lažnog supstrata.
- Ionski kanali modulirani ligandom; su vrsta ionskih kanala koji se otvaraju nakon vezanja odgovarajućeg liganda na ekstracelularno mjesto pri čemu je molekula najčešće neurotransmiter. Vezivanje uzrokuje promjenu konformacije kanala,  njegovo otvaranje i prolaz iona. Primjer kanala su nikotinski acetilkolinski receptori.
- Nuklearni hormonski receptori; predstavljaju skupinu ligand aktivirajućih proteina (transkripcjskih faktora), koji se vežu za specifičnu sekvencu DNA i aktiviraju ili inhibiraju transkripciju u staničnoj jezgri. Građeni su od nekoliko domena s pripadajućim im funkcijama. Primjeri receptora su steroidni hormosnki receptori i retinoidni/tiroidni receptori
- Strukturni proteini, koji ne predstavljaju čestu metu osim tubulina koji polimerizira i tvori mikrotubule koji sudjeluju u raznim staničnim procesima. Primjer aktivnih tvari koji djeluju na ove mete su lijekovi vinkristin i vinblastin koji se koriste u terapiji tumora.

### Nukleinske kiseline kao mete
Aktivne tvari s nukleinskim kiselinama mogu djelovati kao interkalatori koji se ugrađuju u DNK između dviju baza, ometajući transkipciju što dovodi do blokiranje sinteze proteina.
Mogu djelovati kao alkilirajući agensi narušavajući funkciju DNK. 
Kao rezači DNK lanca.

### Lipidi
Primjer djelovanja na lipide kao mete su opći anestetici, koji utječu na fluidnost stanične membrane.

## Baze podataka
- DrugBank
- Binding DB